# メインストリーム (映画)
『メインストリーム』（Mainstream）は2020年のアメリカ合衆国のコメディ映画。監督はジア・コッポラ、出演はアンドリュー・ガーフィールドとマヤ・ホークなど。瞬く間に人気YouTuberとなった青年が「いいね!」の媚薬に心を蝕まれていく姿を通してSNSに翻弄される現代社会を描いている。

## ストーリー
フランキーとジェイクはハリウッドで働いていたが、華やかさとは無縁な生活を送っていた。そんなある日、2人は一風変わった男（リンク）と知り合いになった。フランキーがリンクの奇妙な振る舞いを収めた動画をYouTubeにアップロードしたところ、予想以上の注目を集めた。これをきっかけに、フランキーたちはYouTuberの道を歩むことに決め、再生数やチャンネル登録者数を急速に伸ばしていった。フランキーは一躍スターダムへと駆け上がったが、そんな彼女を待ち受けていたのはスターとしての輝かしい生活ではなかった。「再生数を伸ばさねば」というプレッシャーに絶えず晒され、フランキーは徐々に神経をすり減らしていった。その一方で、リンクの言動がどんどん過激さを増していき、ついには決定的な出来事を引き起してしまう。

## キャスト
- リンク: アンドリュー・ガーフィールド
- フランキー: マヤ・ホーク
- ジェイク: ナット・ウルフ
- テッド・ウィック: ジョニー・ノックスヴィル
- マーク・シュワルツマン: ジェイソン・シュワルツマン
- イザベル・ロバーツ: アレクサ・デミー
- ジュディ: コリーン・キャンプ

## 製作
2018年10月30日、ジア・コッポラ監督の新作映画にアンドリュー・ガーフィールド、マヤ・ホーク、ジェイソン・シュワルツマンが出演することになったと報じられた。5月14日、ジョニー・ノックスビル、アレクサ・デミー、コリーン・キャンプ、クリス・メッシーナがキャスト入りしたが、結局、メッシーナが出演することはなかった。2020年8月26日、デヴ・ハインズが本作で使用される楽曲を手掛けるとの報道があった。

## 公開・マーケティング
2020年8月21日、本作の劇中写真が初めて公開された。9月5日、本作は第76回ヴェネツィア国際映画祭でプレミア上映された。なお、テルライド映画祭でも本作の上映が行われる予定だったが、新型コロナウイルスの流行のために映画祭自体が中止となった。2021年2月12日、IFCフィルムズが本作の全世界配信権を獲得したと報じられた。4月7日、本作のオフィシャル・トレイラーが公開された。

## 評価
本作に対する批評家からの評価は芳しいものではない。映画批評集積サイトのRotten Tomatoesには29件のレビューがあり、批評家支持率は34%、平均点は10点満点で4.7点となっている。サイト側による批評家の見解の要約は「『メインストリーム』はSNSであっという間に名声を得ることを風刺しようとしているが、その試みは無駄に終わっている。同作はSNSの現状を風刺する代わりに、一昔前のSNSの状況を解説するだけに終わった。」となっている。また、Metacriticには8件のレビューがあり、加重平均値は36/100となっている。